# Smilovice (okres Rakovník)
Smilovice (Duits: Smilowitz) is een Tsjechische gemeente in de regio Midden-Bohemen en maakt deel uit van het district Rakovník, 17 km ten noordoosten van de stad Rakovník en 12 km ten zuiden van Louny.
Smilovice telt 78 inwoners.

## Geschiedenis
Het dorp werd voor het eerst vermeld in 1197. Sinds 2003 is het dorp een eigen gemeente binnen het district Rakovník.

## Bezienswaardigheden

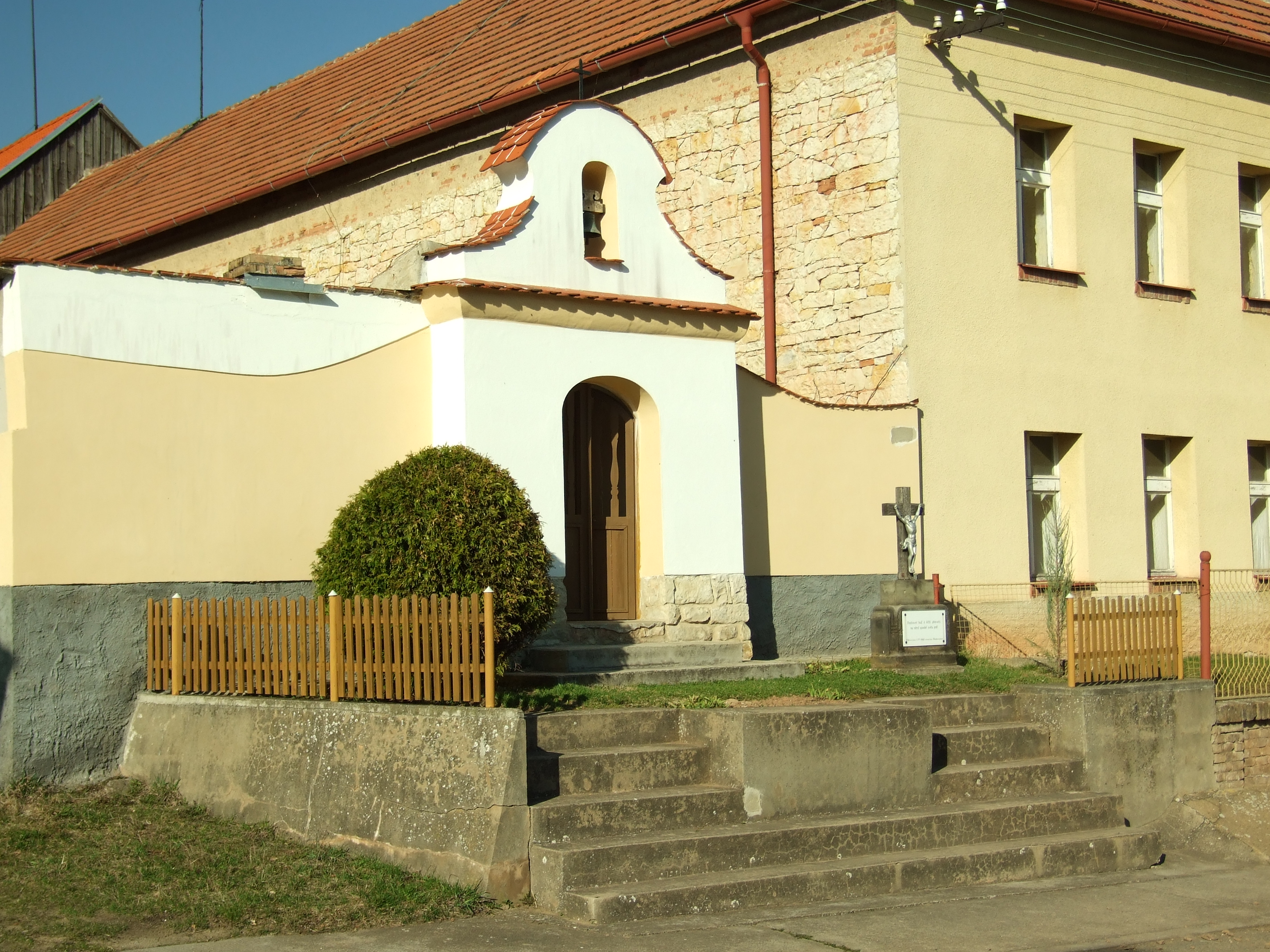
Kapel in het dorp

- Kapel
- Standbeeld van Sint Margaretha

## Verkeer en vervoer

### Spoorlijnen
Er is geen station (in de buurt van) Smilovice.

### Buslijnen

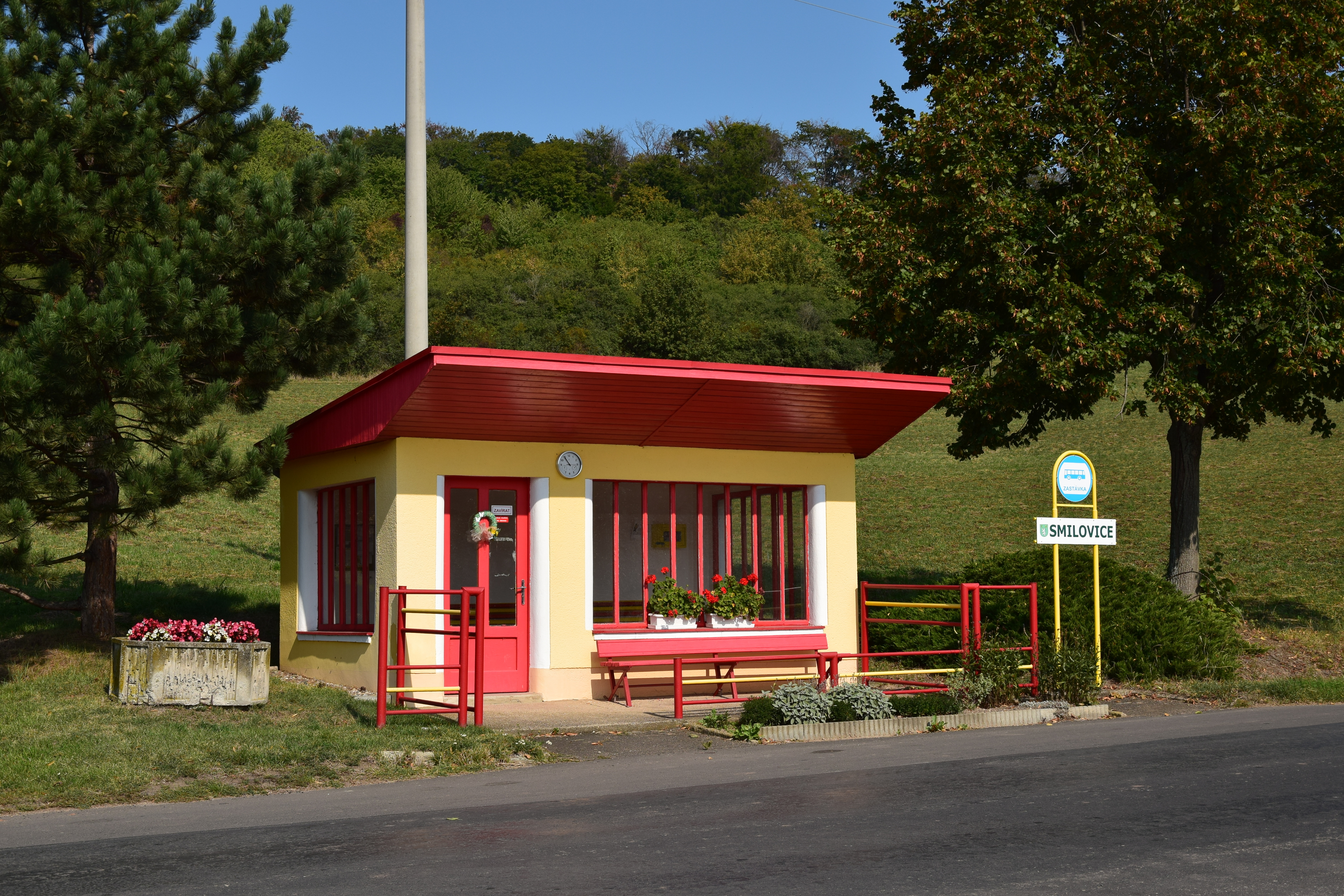
Bushalte in het dorp

Er halteren doordeweeks twee buslijnen in het dorp:
- 585 Rakovník - Vinařice (4 keer per dag)
- 600 Kladno - Nové Strašecí - Řevničov - Vinařice (10 keer per dag)

In het weekend rijdt er geen bus door het dorp.

## Galerij

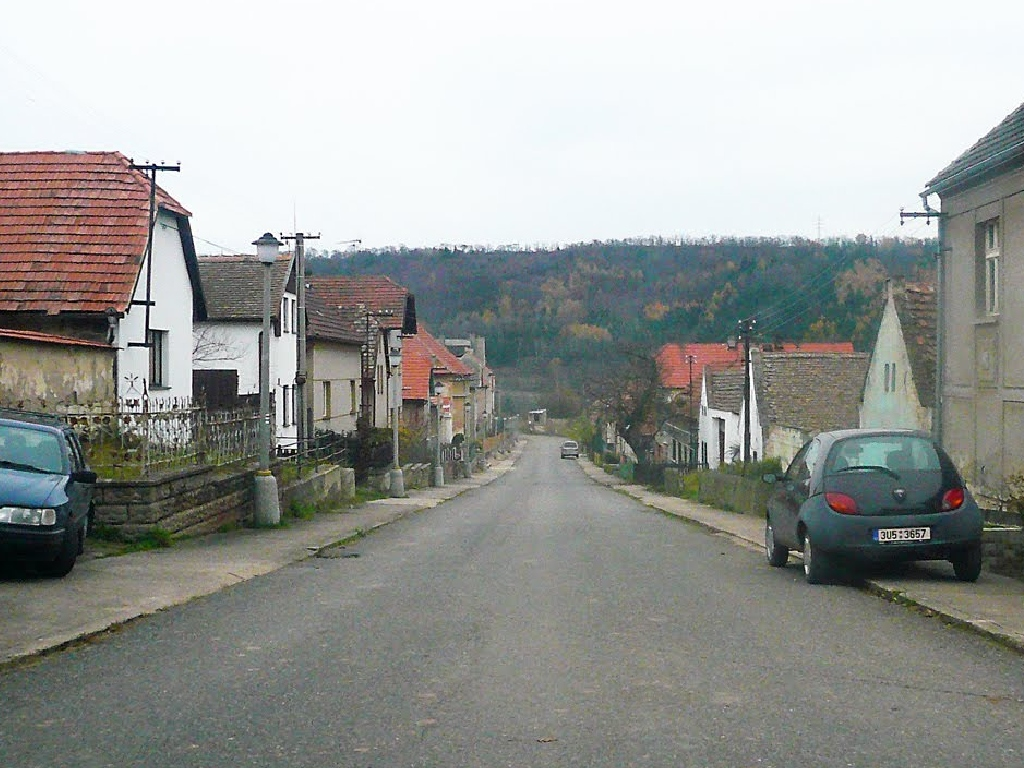
Hoofdstraat door het dorp
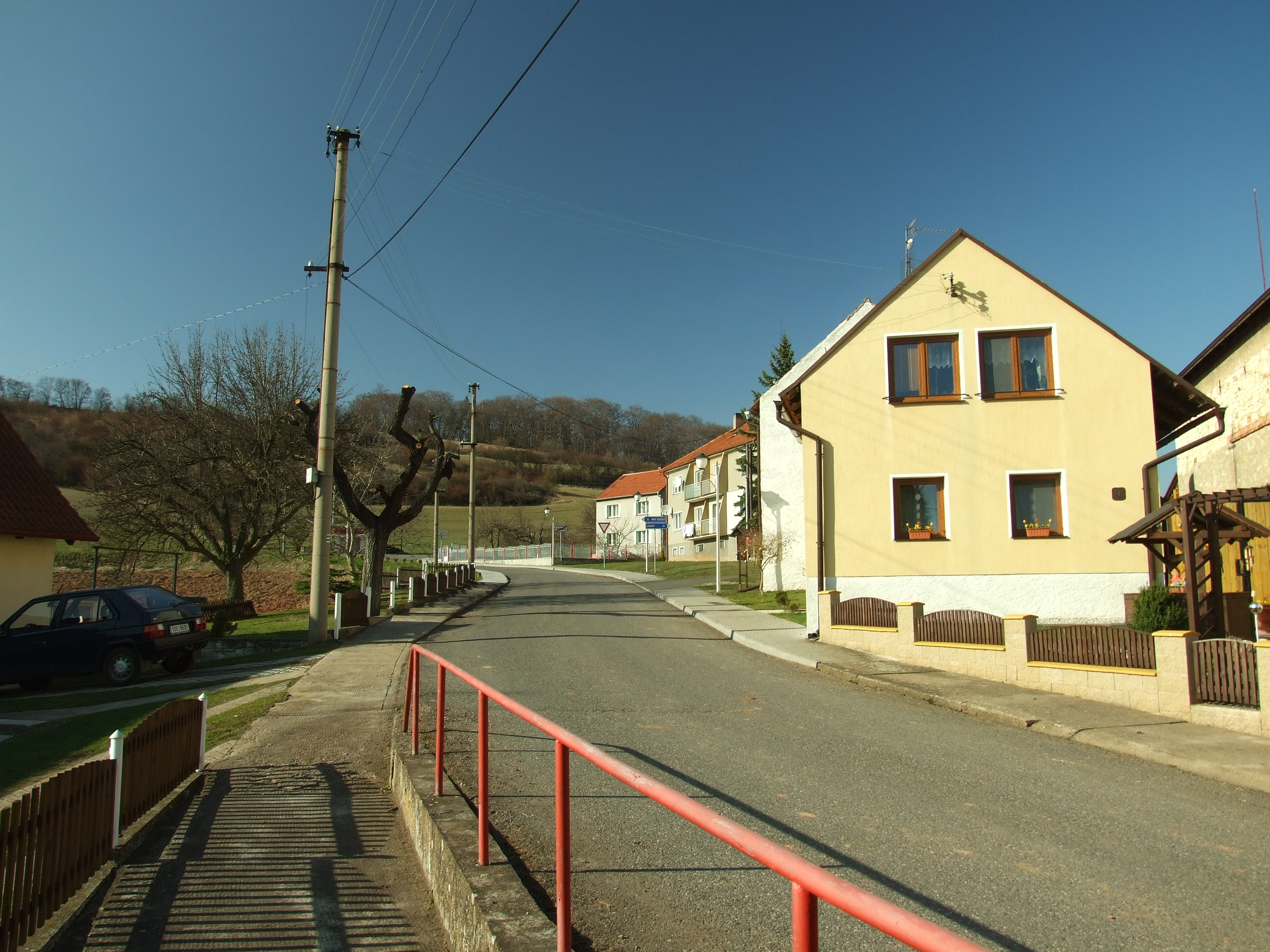
Straat in Smilovice
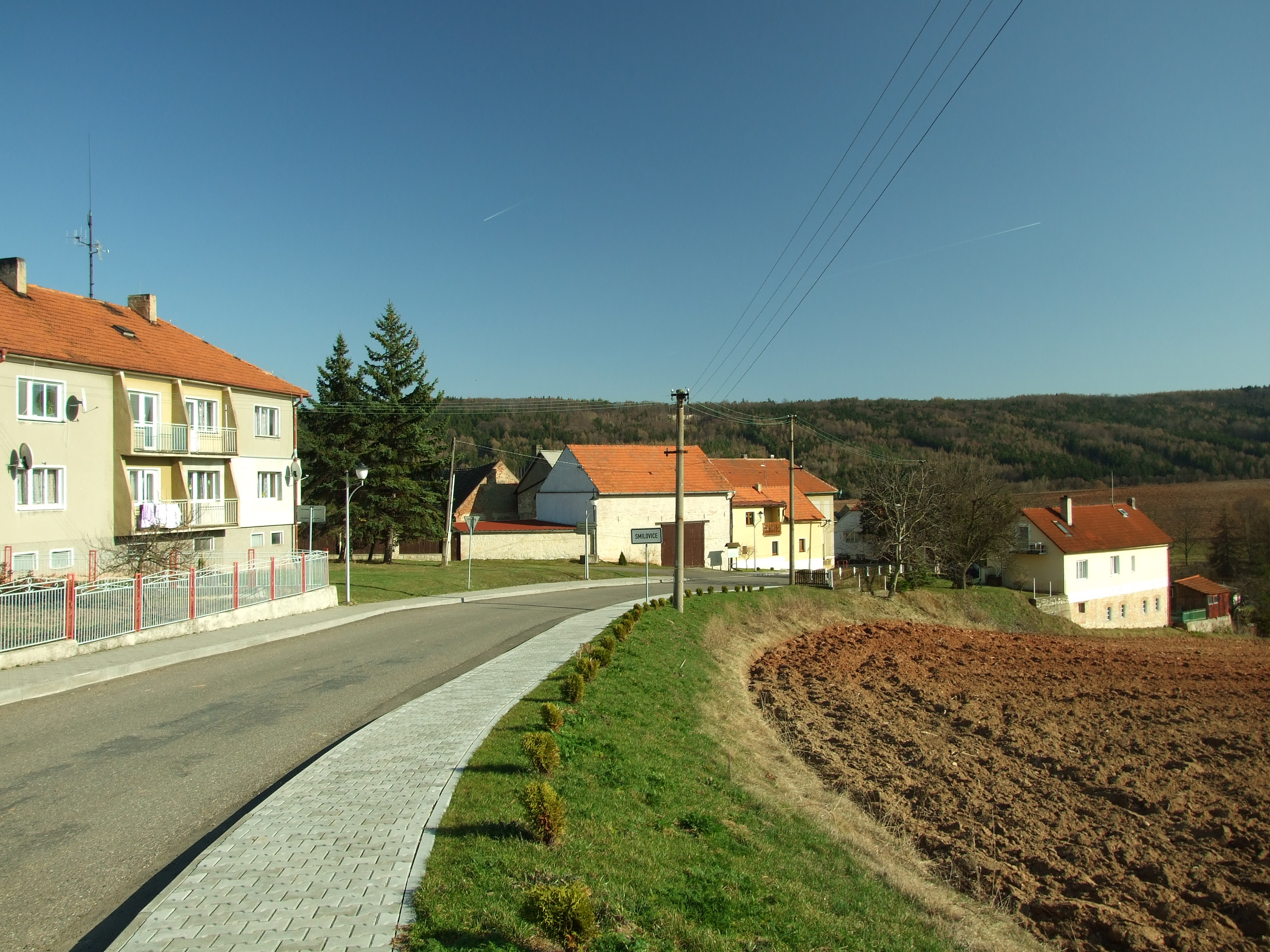
Heuvelachtige weg aan de rand van het dorp
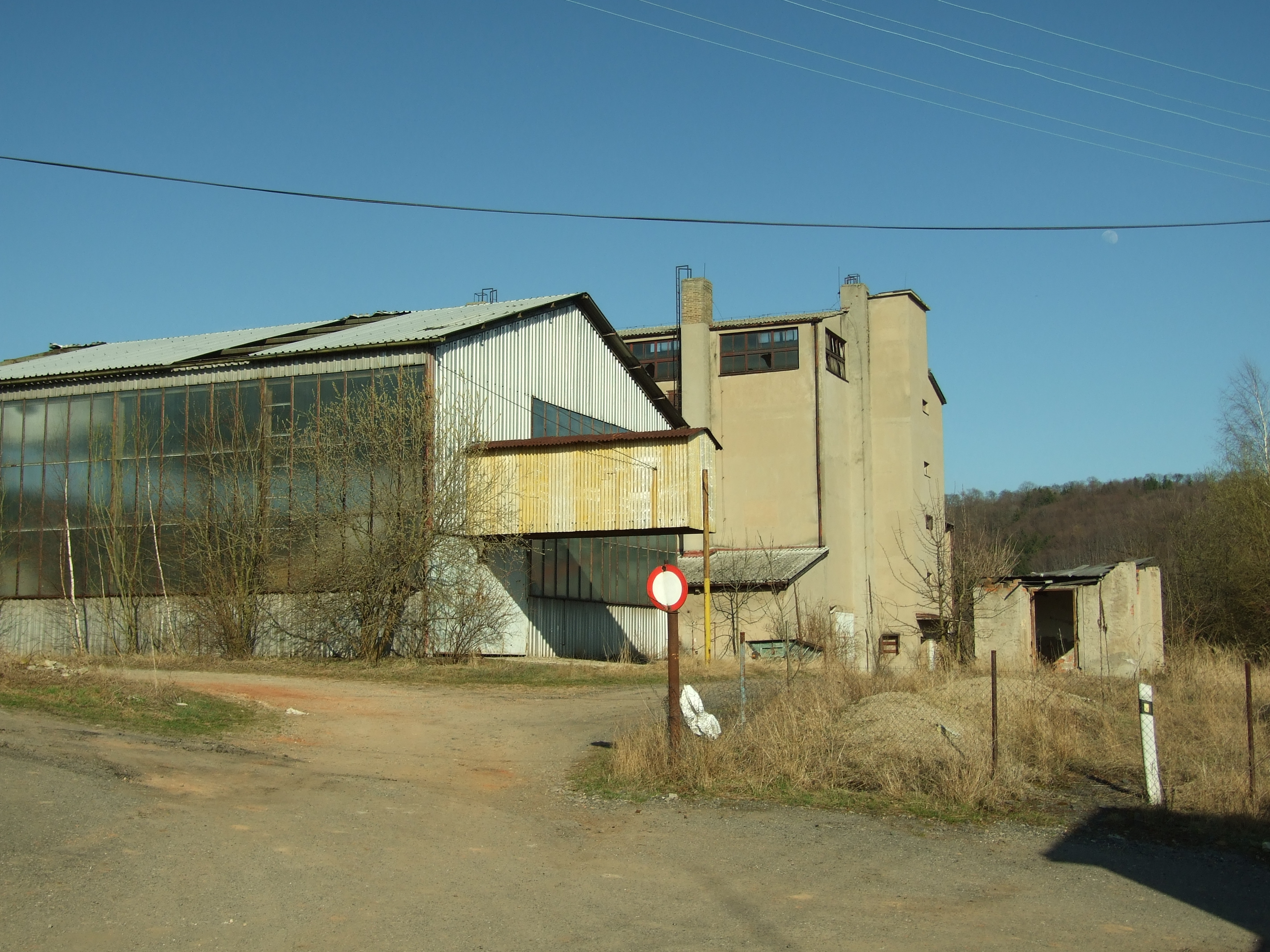
Boerenbedrijf in Smilovice
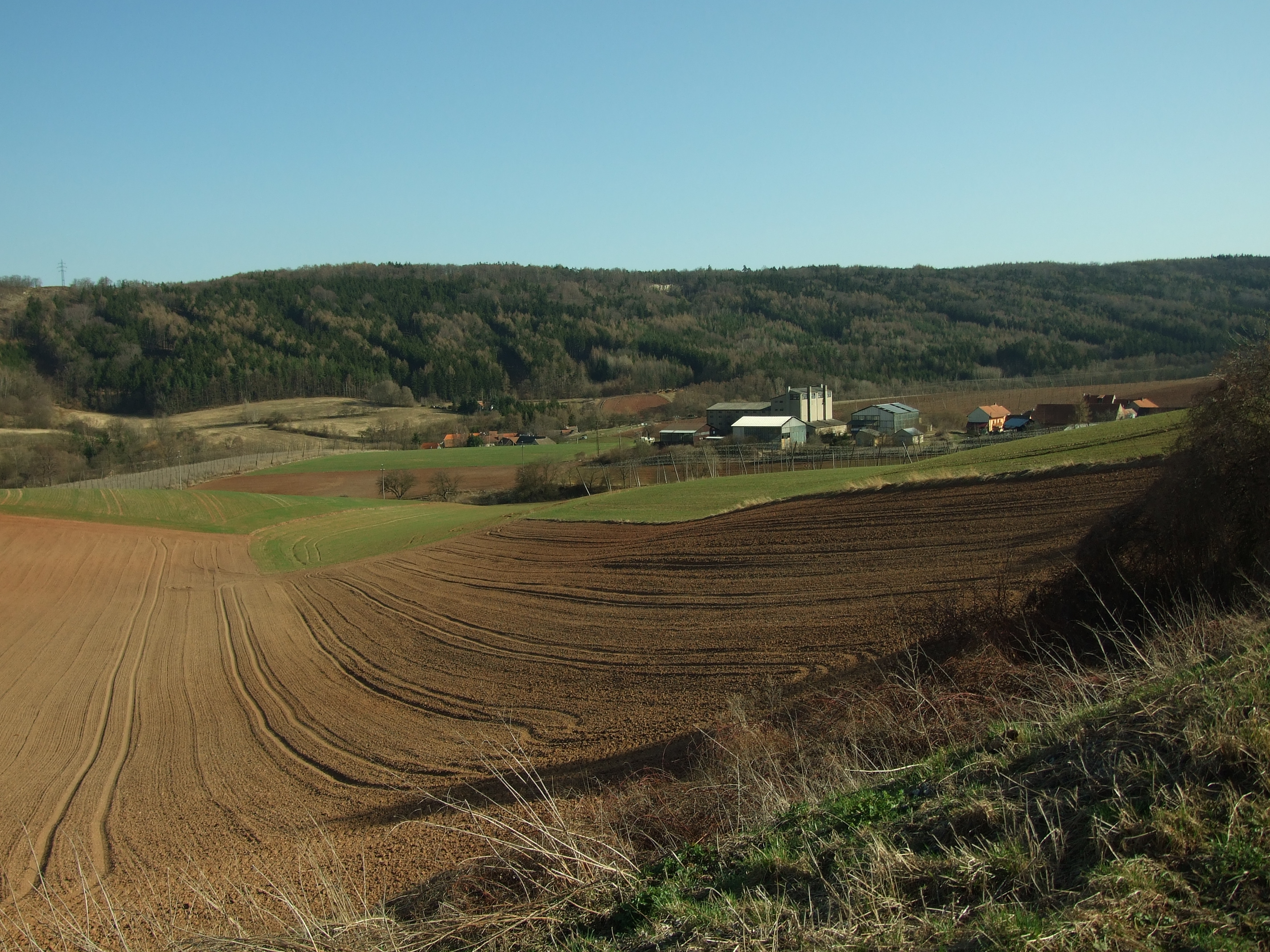
Akkers nabij het dorp